# 소크라테스의 변론

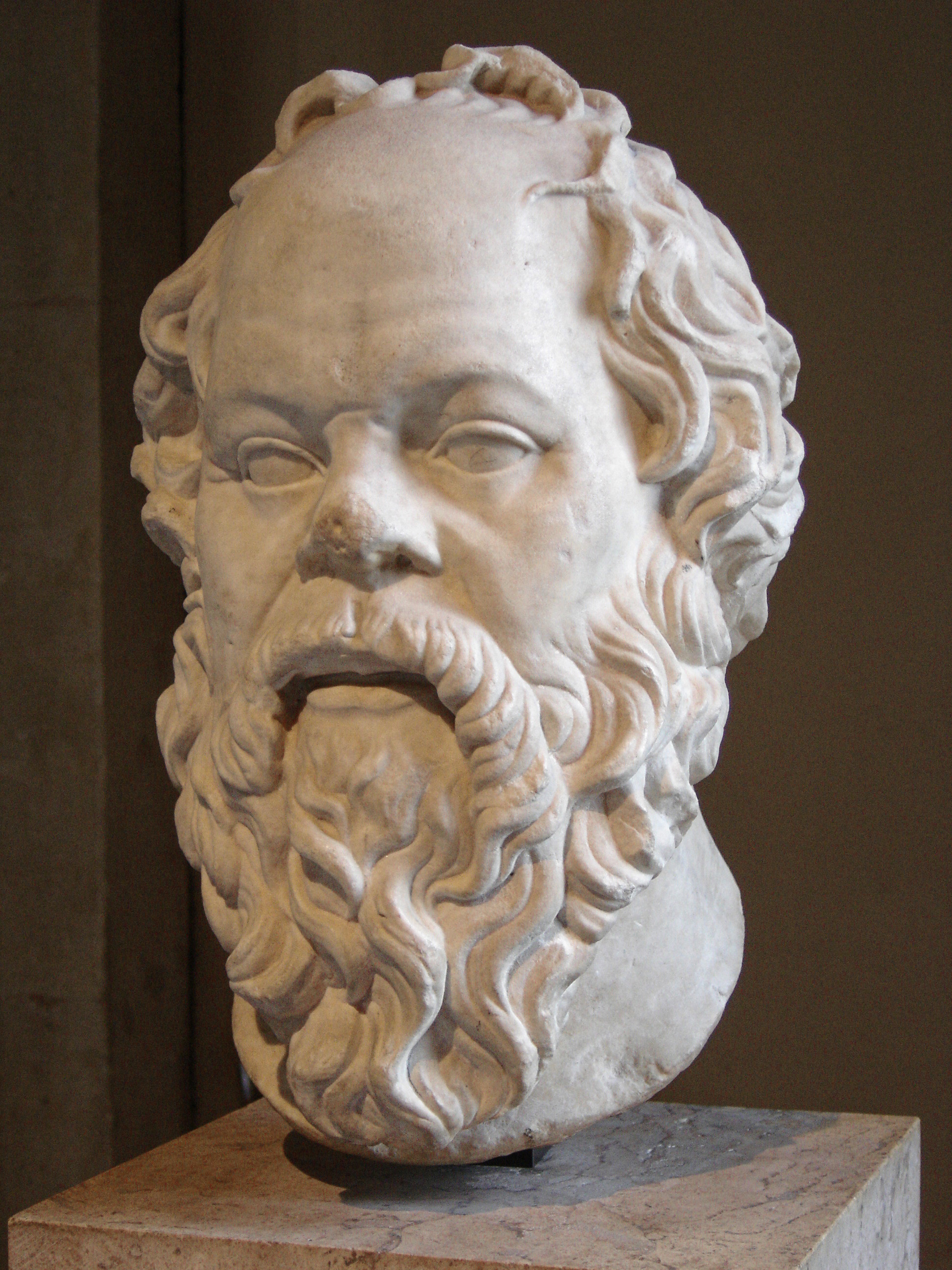

《소크라테스의 변론》( 고대 그리스어: Άπολογία Σωκράτους, 영어: Apology of Socrates)은 플라톤의 저작 가운데 대화록이 아닌 유일한 작품이다. 작품의 주제는 이미 제목이 예시하듯이 소크라테스가 법정에서 자신의 입장을 변호하면서, 당시의 일반적인 인간 생활에서 관찰하게 되는 사회적, 윤리적 문제점에 대한 토론이다.

## 개요
주된 내용은  기원전 399년 부당한 죄상으로 피소된 소크라테스의 법정(法廷) 변론이다. 소크라테스에 대한 부당한 죄상의 중요한 원인이 된 것은 무지(無知)에 대한 지(知)의 가르침이었다. 즉 사람들은 아무것도 모르면서 알고 있다고 생각한다. 그는, 자기는 모르고 있다는 점에서 많은 사람들과 같으나, 모르고 있다는 사실을 알고 있다는 점에서 그만큼 다른 사람에 비하여 얼마간은 지자(知者)일 것이라고 하였다. 이것이 "소크라테스가 첫째가는 현자(賢者)이다"라고 하는 델포이의 신탁(神託)에 대한 그의 해석이었다. 그리하여 소크라테스는 사람들에게 무지를 깨우치는 일이 신의 뜻에 좇는다고 생각하여 엄격한 대화를 통해서 사람의 억단(臆斷)의 꿈을 깨뜨려 나갔다. 이것이 사람들의 앙심을 사게 되었던 것이다. 그러나 그는 사람의 무지를 자각하게 하고 알게 하는 일에만 전념한 것이 아니었다. 그는 우리들은 신의 지(知)에 대해서는 무지와 다름없으므로, 그러면 그러할수록 진지(眞知)를 사랑하고 정신을 높이지 않으면 안 된다면서 신체나 재산보다 먼저 이 일에 마음을 써야 할 것이라고 주장하였다. 이 지를 사랑하고 구하는 것, 이것이야말로 인간이 행복하게 사는 가장 큰 열쇠라고 하였다. "아테네의 시민들이여, (중략) 어떻게 하든 나는 결코 나의 행동을 바꾸지 않을 것이다. 설사 몇 번이나 죽음의 운명에 위협을 받는다 해도."라고 애지(愛知)에 대한 각오가 언급되고 있다. 결국은 사형이 선고되었으나 시종일관 두려움 없이 자기의 소신을 말하였던 것이다. "하지만 이제 떠날 때가 왔다. 나는 죽기 위하여, 여러분은 살기 위해서. 그러나 그 어느 것이 더 행복한가에 대해서는 신 이외에 아는 자는 없다." 이것이 이 글의 마지막 구절이다. 또한 이 책은 위대한 철학자인 소크라테스의 영혼의 서(書)이며 제자인 플라톤이 심혈을 기울여 지난날의 소크라테스를 같은 세대의 사람이나 후세에 전해 주려고 한 불후의 명저이다.

## 구성
- 17a - 18a: 머릿말
- 18a - 19a: 변론의 주제
- 19a - 20c: 첫째 고소에 대한 반증
20c - 24b: 반증에 덧붙이는 이야기
- 24b - 28b: 둘째 고소에 대한 반증
- 28b - 31c: 첫째 반론에 대한 변론
- 31c - 34b: 둘째 반론에 대한 변론
- 34b - 35d: 끝맺는 말 1
35e - 38d: 끝맺는 말 2
38c - 42a: 끝맺는 말 3

## 읽어보기
- 《소크라테스의 변명・크리톤・파이돈・향연》, 황문수 옮김, 문예출판사, 1973(제1판), 1999(제2판)

- 《소크라테스의 변론/크리톤/파이돈》, 천병희 옮김, 숲, 2017

- 《에우티프론, 소크라테스의 변론, 크리톤, 파이돈》, 박종현 옮김, 서광사, 2003.
- 《소크라테스의 변명》, 강철웅 옮김, 아카넷, 2020
- 《소크라테스의 변론, 크리톤》, 오유석 옮김, 마리북스, 2023
- 《소크라테스의 변명, 크리톤, 파이돈, 향연》, 박문재 옮김, 현대지성, 2019
- R. Hackforth, The Composition of Plato's Apology, 1933 Cambridge.
- T. C. Brickhouse, N. D. Smith, Socrates on Trial, 1989 Oxford.
- E. de. Strycker, S. R. Slings, Plato's Apology of Socrates, 1994 Leiden-N.Y.-Köln.
- Perseus 프로젝트의 희랍어 원문 보기 Ἀπολογία Σωκράτους

## 같이 보기
- 프로젝트 구텐베르크